# Семогерере, Пол
Пол Кауонга Семогерере (англ. Paul Kawanga Ssemongere; 11 февраля 1932, Уганда — 18 ноября 2022, Кампала) — лидер «Демократической партии» в Уганде в течение 25 лет и один из самых активных участников угандийской политики до своей отставки с поста лидера в 2005 году.

## Ранние годы и образование
Семогерере родился в округе Каланга в Уганде. Он получил диплом об образовании в Университете Макерере в городе Кампала. Впоследствии он обучался в колледже Аллегейни в Пенсильвании, США. В 1979 он получил учёную степень доктора философии в области государственного управления от Сиракузского университета в городе Сиракьюс. В 1957—1973 годах обучался в различных колледжах в Уганде.

## Политическая карьера
В 1961 Семогерере был избран в Угандийский законодательный совет, а затем в 1962 в Национальную ассамблею Уганды как депутат от округа Северное Менго. В 1972 году председатель «Демократической партии» Бенедикто Киванука был убит из-за разногласий с диктатором Иди Амином. Через 8 лет, в 1980, когда антидемократический режим был свергнут, а политические партии разрешены, Пол Семогерере стал председателем «Демократической партии».
Семогерере был кандидатом в президенты на всеобщих выборах в 1980 году. Его партия, по официальным результатам, заняла второе место и получила 51 место в парламенте. Несмотря на распространенное мнение о фальсификации выборов в пользу Милтона Оботе, Семогерере не присоединился к вооружённой борьбе против нового президента, а стал лидером парламентской оппозиции в 1981—1985 годах. Террор, проводимый новой властью, не затронул Семогерере, потому что Милтон Оботе должен был поддерживать образ демократического лидера, чтобы получать финансовую помощь от западных стран.
После того как Йовери Мусевени победил в гражданской войне и взял власть, Семогерере последовательно становился министром внутренних дел, министром иностранных дел и министром по вопросам государственной службы и в то же время занимал пост заместителя премьер-министра в правительстве «Национального движения сопротивления». Он подал в отставку со своих правительственных постов в 1996 году и стал кандидатом от оппозиции на выборах президента. Семогерере занял второе место, уступив Йовери Мусевени.
Семогерере также был делегатом в Организации африканского единства и председателем совета министров организации в 1993—1994 годах.
После ухода Семогерере из политики в ноябре 2005 года его место председателя партии занял Джон Кизито.

## Личная жизнь
Пол Семогерере был женат на Джермине Наматову Семогерере, профессоре экономики в университете Макерере. В их семье воспитывались пятеро детей.

## Политические посты
- 1960—1969 Общественный секретарь «Демократической партии»;
- 1961—1962 Парламентский секретарь премьер-министра Бенедикто Киванука;
- 1979—1981 член Национального консультативного совета;
- 1980—2005 Председатель «Демократической партии»;
- 1981—1985 лидер официальной оппозиции;
- 1984—1994 Вице-президент «Интернационала христианской демократии»;
- 1985—1988 Министр внутренних дел;
- 1988—1990 Председатель совета министров Организации
 африканского единства;
- 1988—1995 Заместитель премьер-министра и министр иностранных дел;
- 1994—1995 Заместитель премьер-министра и министр государственной службы;
- 1994—1995 Член Угандийского конституционного собрания;
- 2005 Подал в отставку с поста председателя «Демократической партии».